# ボーダー (1982年の映画)
『ボーダー』（The Border）は、1982年のアメリカ合衆国のスリラー映画。
監督はトニー・リチャードソン、出演はジャック・ニコルソンとハーヴェイ・カイテルなど。
アメリカとメキシコの国境の町を舞台に、国境警備隊員となった1人の男の目を通して、メキシコからの密入国者の実態と国境警備隊の腐敗を描いた社会派サスペンス。

## ストーリー
ロサンゼルス市警察の警官チャーリーは、国立公園の管理官の仕事に移りたいと思っていたが、妻のマーシーがメキシコとの国境沿いにあるテキサス州のエルパソに新しい家を購入したことから、不本意ながらも妻の親友サバンナの夫キャットと共に国境警備隊員として働くことになる。
一方、メキシコではマリアが弟のフアンと赤ん坊を抱えて国境を越えようとしていた。それを発見したチャーリーは彼女に声をかける。マーシーの浪費癖に嫌気がさし、また希望を託してアメリカに不法入国しようとする人々の悲惨な状況に大きなショックを受けていたチャーリーは、マリアに恋愛感情とは違う好意を抱き、彼女のために何かしてやりたい、彼女を助けてやりたいと思うようになる。
やがてチャーリーは、キャットたち国境警備隊員の腐敗した実態を知る。そして、マリアの赤ん坊が取り上げられて売り飛ばされようとしていることを知ったチャーリーは、マリアたちを助けるべくキャットらと対峙する。

## キャスト
※括弧内は日本語吹替
- チャーリー・スミス: ジャック・ニコルソン（中田浩二）
- キャット: ハーヴェイ・カイテル（仲木隆司）
- マーシー: ヴァレリー・ペリン（田島令子）
- レッド: ウォーレン・オーツ（大久保正信）
- J.J.: ジェフ・モリス（藤本譲）
- サバンナ: シャノン・ウィルコックス（吉田理保子）
- マリア: エルピディア・カリロ（加瀬田津子）
- フアン: マニュエル・ビエスカス（鳥海勝美）

※テレビ放映：TBSテレビ「月曜ロードショー」1985年6月10日

## 作品の評価
Rotten Tomatoesによれば、10件の評論のうち高評価は80%にあたる8件で、平均して10点満点中6.70点を得ている。